# 高千穂町立田原中学校
高千穂町立田原中学校（たかちほちょうりつ たばるちゅうがっこう）は、宮崎県西臼杵郡高千穂町大字田原にあった公立の中学校。
2021年（令和3年）3月末をもって閉校し、高千穂町立高千穂中学校に統合された。

## 概要
歴史
1947年（昭和22年）の学制改革により、新制中学校として創立。2021年（令和3年）3月末をもって閉校し、74年の歴史に幕を下ろした。
校章
中央に「中」の文字を配している。
校歌
1964年（昭和39年）制定。歌詞は3番まであり、3番の歌詞中に校名の「田原中学」が登場する。
通学区域
- 大字田原
- 大字河内
- 大字五ヶ所[1]

小学校区は高千穂町立田原小学校、高千穂町立五ヶ所小学校。

## 沿革
- 1947年（昭和22年）

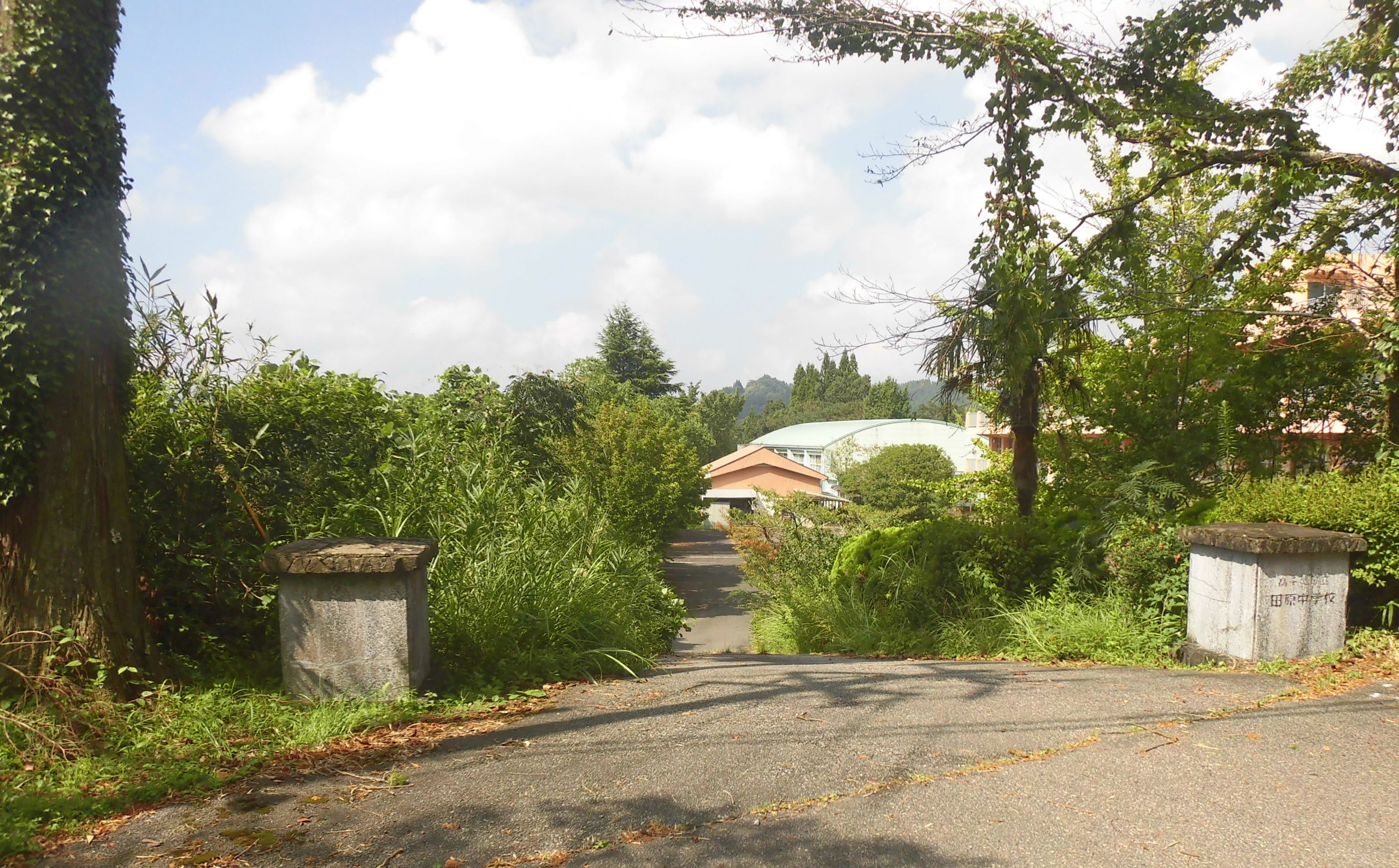
正門

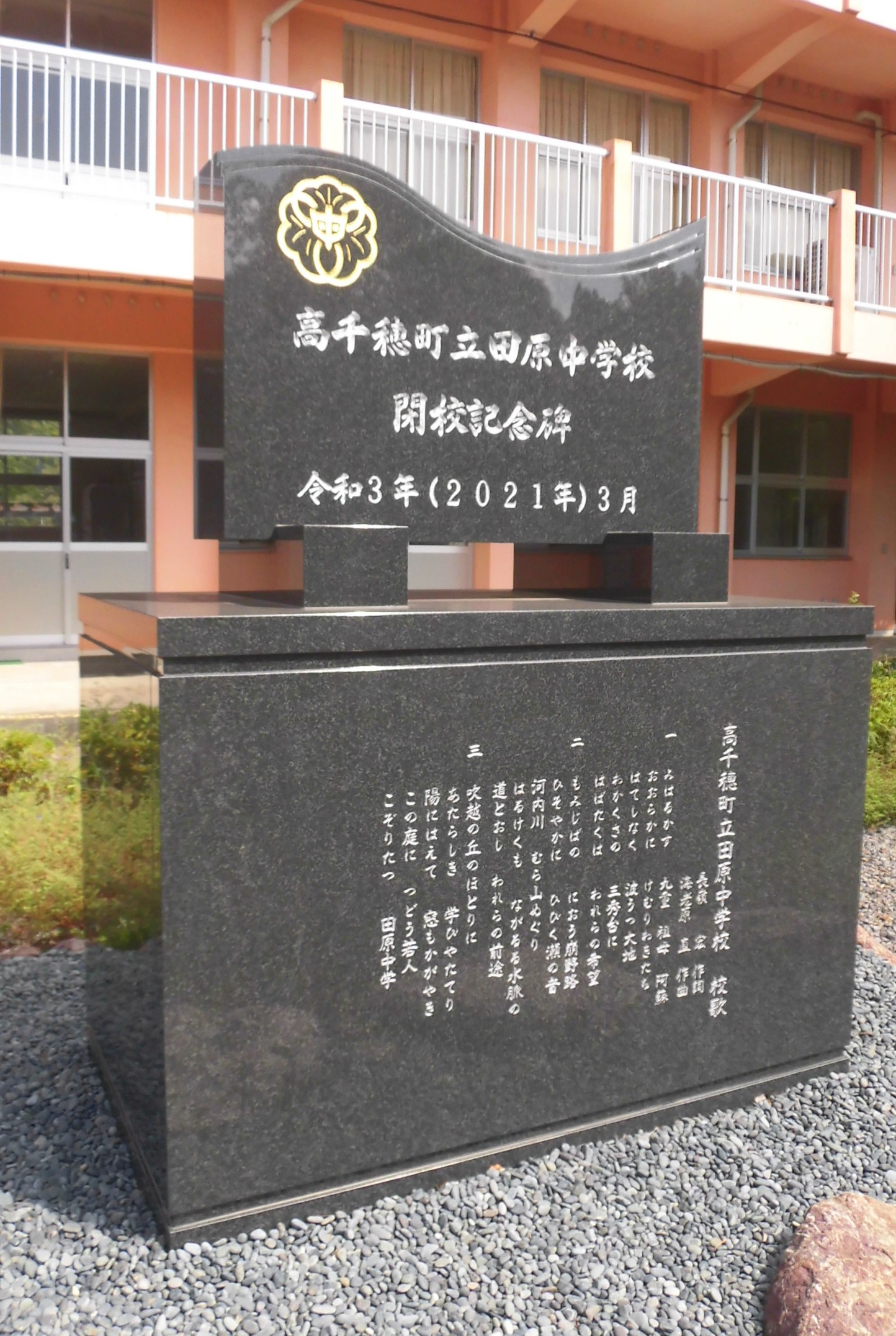
閉校記念碑

  - 4月1日 - 田原国民学校の初等科が、新制小学校「田原村立田原小学校」に改組・改称。
  - 4月30日 - 田原国民学校の高等科が青年学校普通科とともに、新制中学校「田原村立田原中学校」に改組・改称（設置認可）。
    - 田原村立五ヶ所小学校に「五ヶ所分教場」が併置される。

  - 5月8日 - 開校式を挙行。
- 1949年（昭和24年）8月31日 - 五ヶ所分教場を「五ヶ所分校」とする。
- 1950年（昭和25年）- 木造2階建て新校舎（8教室）が完成。五ヶ所分校、3教室が完成。
- 1953年（昭和28年）- 特別教室が完成。
- 1956年（昭和31年）10月1日 - 町村合併（高千穂町・田原村・岩戸村）の合併により「高千穂町立田原中学校」（最終名）に改称。
- 1962年（昭和37年）7月30日 - 鉄筋コンクリート造3階建て校舎（12教室）、鉄筋平屋建て校舎、木造平屋建て校舎が完成。
- 1964年（昭和39年）- 校歌を制定。
- 1966年（昭和41年）3月31日 - 五ヶ所分校を廃止。
- 1968年（昭和43年）- 体育館が完成。
- 1970年（昭和45年）3月 - 完全給食を開始。
- 1972年（昭和47年）5月 - へき地校に準ずる適用を受ける。
- 1978年（昭和53年）9月 - プールが完成。
- 2000年（平成12年）1月 - 新校章旗を制定。
- 2001年（平成13年）
  - 9月 - 体育館の大規模改修工事が完了。
  - 11月 - 校舎の大規模改修工事が完了。
- 2010年（平成22年）7月 - 旧校舎を解体。
- 2021年（令和3年）
  - 3月7日 - 閉校式を挙行。
  - 3月31日 - 高千穂町立高千穂中学校への統合により、閉校。
    - 最終年度在籍生徒数 - 19名（3年生を含む）、3学級（通常）、職員数12名（2020年（令和2年）9月1日時点）

## 生徒会活動
- 生徒会長 1名
- 生徒会副会長 3名

## 部活動
閉校まで存続
- 軟式野球部（人数の減少により、近隣の高千穂町立上野中学校と合同で活動していた）[3]
- 女子バレーボール部

かつて存在
- 女子ソフトテニス部
- 剣道部
- 男子バレーボール部

## 交通
最寄りのバス停留所
- 宮崎交通バス・ふれあいバス 「田原中入口」停留所より徒歩1分。

最寄りの幹線道路
- 国道325号

## 周辺
- 田原村古墳
- 田原横穴古墳群
- 高千穂町役場 田原出張所
- 高千穂町立田原小学校
- 河内郷大橋
- 河内川

## 参考資料
- 「高千穂町史 本編」（高千穂町、1972年（昭和47年）3月30日発行）p.694～p.695（田原中学校）